# Енеа Количи
Енеа Количи (алб. Enea Koliçi; Поградец, 13. фебруар 1986) албански је професионални фудбалер. Игра на позицији голмана, а тренутно наступа за Балкани.